# 島田玲奈
島田玲奈（日语：島田 玲奈，1993年8月5日—）是日本前偶像藝人，為女子偶像團體NMB48 Team M前成員，曾担任Team M隊長，大阪府出身，曾隶属於京樂吉本。2014年4月7日自NMB48畢業。

## 經歷
2011年
- 6月5日、NTOKYO DOME CITY HALL中舉行『見逃した君たちへ〜AKB48グループ全公演〜』作为NMB48第2期23名研究生之一登台亮相。
- 8月13日、大阪市・難波的NMB48劇場中舉行『NMB48 2期生「PARTY开始了」』公演，作为16名選抜成員其中一人在劇場公演出道。
- 9月2日、自己申請活動中止。
- 12月7日、由粉丝投票决定是否能重开活动，开票结果是赞成票超过半数，活动重开。[1]。

2012年
- 1月1日、活動再開[2]。
- 1月3日、被指名2期生隊長[3]。
- 1月26日、NMB48研究生29人之中16人升格为正式成员，组成了初期的Team M。担任Team M队长[4]。

2014年
- 2月24日，於「AKB大組閣祭」中宣布留任Team M。
- 2月27日，於Team M大阪巡演第三日演出中宣布由NMB48畢業。[5]
- 3月15日，舉行最後一場握手會。[6]
- 4月7日，舉行畢業公演，NMB48的活动结束。[6]

## 人物
- NMB48劇場支配人的金子剛說2期生中的責任感較其他人強一倍[7]。
- 在谨慎反省时间里，在家里终日进行唱歌和舞蹈的特训[8]。
- 爱好是读书，音乐鉴赏和电影鉴赏[9]。

### NMB48相關
- 自我介紹是「今日も1日おつかれな～、明日も1日がんばれな～、ちっちゃいけど皆におっきな幸せを届けたい！NMB48チームMのしまれなこと島田玲奈です」。
- 暱稱是「しまれな」。

## NMB48的参加曲

### 單曲CD選抜曲
NMB48名義
- 「海岸邊最可愛的女孩！」中收錄
  - 不講理的一球  - Under Girls名義
  - 如果我稍微大膽點  - 紅組名義
- 「Virginity」中收錄
  - 我們的帆船賽 - 白組名義
- 「北川謙二」中收錄
  - 恋愛被害届 - 紅組名義
- 我們的發現

AKB48名義
- 「格子花紋」中收錄
  - 那一天的風鈴 - Waiting Girls名義
- 「永遠的壓力」中收錄
  - HA! - NMB48名義

### 劇場公演小組曲
NMB48 TeamM 1st Stage「偶像的黎明」公演
- 心愛的娜塔莎

## 出演

### 電視
- Aruaru YY電視（2012年5月15日・6月12日・8月14日、TVQ九州放送）
- docking48（2012年9月25日、關西電視台）

## 書籍

### 雜誌連載
- 雑誌「BIG ONE GIRLS」
  - 島田玲奈のMoviesBookmark（2012年6月25日－）

## 備註
1. ↑  NMB謹慎メンバー復帰決定…松田＆島田 的存檔，存档日期2012-12-26. - デイリースポーツ（2011年12月8日）
2. ↑  ご挨拶。島田玲奈 的存檔，存档日期2012-01-08. - NMB48オフィシャルブログ（2012年1月2日）
3. ↑  謹慎から復帰…NMB島田がキャプテン就任 的存檔，存档日期2012-11-27. - デイリースポーツ（2012年1月4日）
4. ↑  NMB48「チームM」がお披露目　謹慎明けの島田玲奈がキャプテン就任 （页面存档备份，存于） -  スポーツニッポン （2012年1月26日）
5. ↑  . ORICON STYLE. 2014-02-27  [2014-02-28]. （原始内容存档于2015-09-24）.（日語）
6. 1 2  . NMB48官方Blog. 2014-03-10  [2014-03-10]. （原始内容存档于2014-03-10） （日语）.
7. ↑  NMB48劇場　サラリーマン支配人　金子より （页面存档备份，存于） - NMB48オフィシャルブログ（2011年9月3日）
8. ↑  ＮＭＢ島田玲奈　謹慎明けに突然のキャプテン指名「頭真っ白に」 （页面存档备份，存于） -  スポーツニッポン（2012年1月26日）
9. ↑  島田玲奈「自己紹介」[永久] -  NMB48オフィシャルブログ（2012年1月16日）

## 外部連結
- NMB48個人介頁（日語）
- NMB48官方部落格「島田玲奈」（2011年7月14日 - ）（日語）
- 島田玲奈的X（前Twitter）（日語）
- 島田玲奈的Instagram帳戶（日語）